# Chmelařství

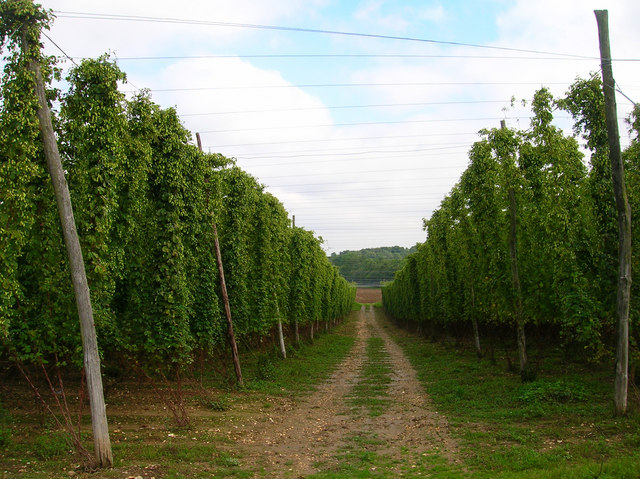
Chmelnice

Chmelařství je obor zemědělství, který se zabývá pěstováním chmele.

## Historie

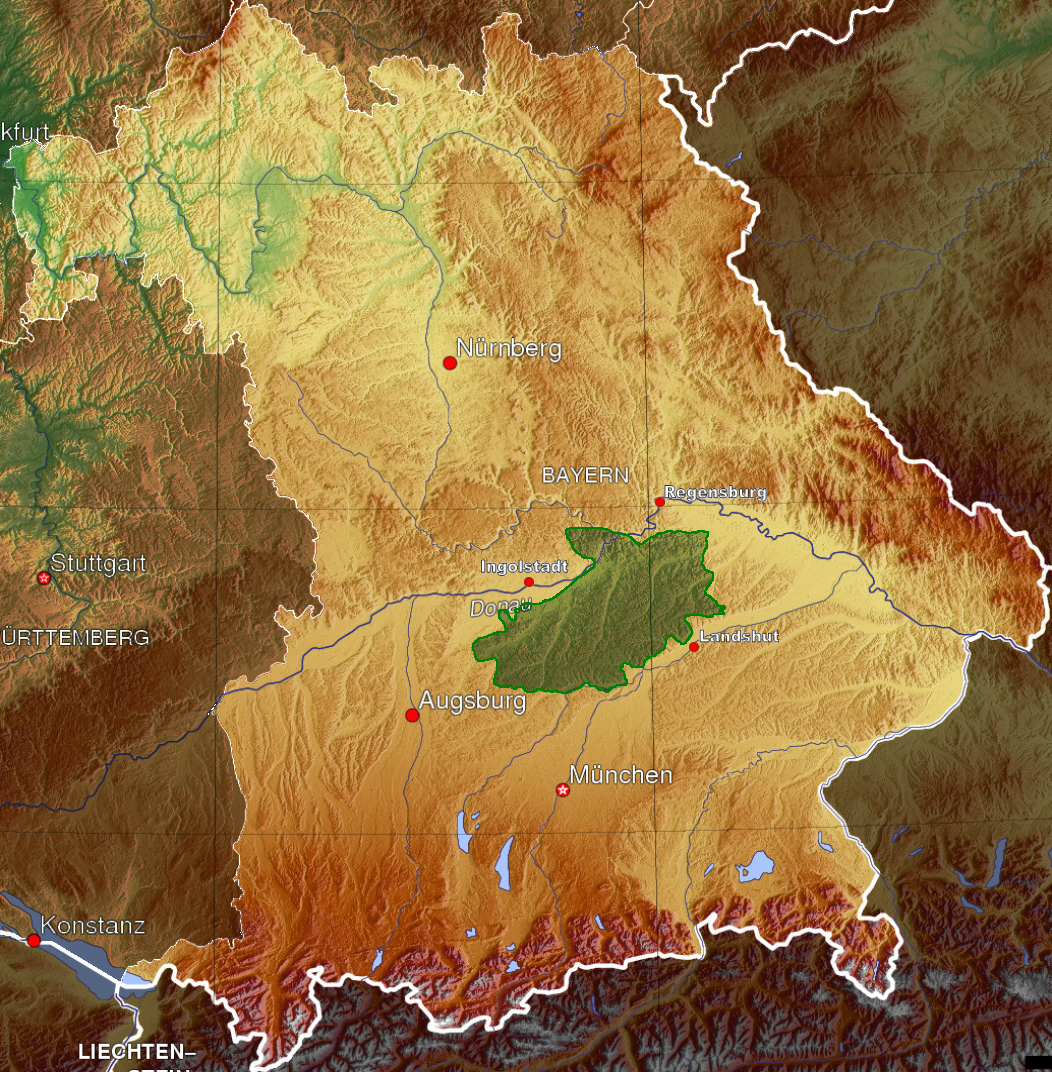
Oblast Hallertau v rámci Bavorska

Kultivace chmele je prvně zaznamenána roku 736 v regionu Hallertau v Bavorsku (a to je centrem chmelařství dodnes a chmel je znám jako Hallertauer, který tvoří téměř 30 % světové produkce). Pěstování chmele je v Čechách zaznamenáno již v 11. století. Koncem 19. století se chmelař František Schneider zasloužil o zákaz vývozu chmelových sazenic z Čech. Ve 20. století Doc. Dr. Ing. Karel Osvald významně přispěl ke šlechtění chmele. Roku 1952 byly k pěstování určeny klony č. 31, 72 a 114, které tak dominují dodnes. Roku 1959 byla vyrobena první česká chmelová česačka ČCH-1.

## Současnost
[potřebuje aktualizovat]
Typickou a největší chmelařskou oblastí v Česku je Žatecko (zahrnuje okresy Louny, Rakovník, Kladno, Chomutov a už pěstitelsky neaktivní okresy Plzeň-sever a Rokycany), kde se nachází většina českých chmelnic. Další významnou oblastí v pěstování chmele je Úštěcko a na Moravě Haná, zejména okolí Tršic.
V Česku se v roce 2023 sklidilo 6 997,47 tuny chmele.
V roce 2005 bylo v Česku vypěstováno 7831 tun chmele na téměř 5700 hektarech chmelnic (průměrná sklizeň 1,38 tuny z hektaru). Přitom ještě v roce 1930 skoro 15 tisíc tun na 15,5 tisících hektarech.[zdroj?]
Celosvětová produkce chmele v roce 2005 činila 102 tisíc tun, nejvíce se na ni podílí Německo, USA, Čína a Česko.[zdroj?]

## Moderní technologie
Chmelařství v České republice prošlo v posledních desetiletích výraznou modernizací. Tradiční ruční práce při sklizni a sušení chmele je dnes ve většině případů nahrazena moderními technologiemi. Na chmelnicích se využívají specializované stroje pro česání chmele, které výrazně zkracují dobu sklizně a snižují nároky na pracovní sílu.
Moderní sušárny jsou vybaveny automatickým řízením teploty a vlhkosti, což zajišťuje konzistentní kvalitu usušeného chmele. Významným trendem je i zavádění senzorických a datových systémů, které sledují stav půdy, potřebu zavlažování nebo výskyt chorob a škůdců. Tyto technologie přispívají ke zvyšování výnosů a zároveň k efektivnějšímu a ekologičtějšímu hospodaření.

## Kultura a tradice
Chmelařství není jen hospodářskou činností, ale i kulturním dědictvím. Nejvýznamnějším kulturním centrem českého chmelařství je město Žatec, které je domovem Chmelařského muzea – největšího svého druhu na světě. Ve městě se nachází také tzv. Chrám chmele a piva, interaktivní expozice zaměřená na historii a současnost chmelového řemesla.
Každoročně v září se v Žatci koná tradiční slavnost Dočesná, která oslavuje ukončení sklizně. Akce zahrnuje historické průvody, ochutnávky piv, koncerty i soutěže v česání chmele. Tyto tradice přispívají k udržování regionální identity a připomínají význam chmele nejen jako suroviny, ale i jako součásti české kultury.